# Aganyli
L'Aganyli (in russo Аганыли?) è un fiume della Siberia Orientale, affluente di destra del Kotuj (ramo sorgentizio della Chatanga). Scorre nel Territorio di Krasnojarsk, in Russia.
Il fiume ha origine sull'Altopiano dell'Anabar e scorre dapprima in direzione sud-occidentale, poi occidentale. La lunghezza del fiume è di 202 km, l'area del bacino è di 6 480 km². Il suo maggiore affluente, da destra, è il Čopko (lungo 129 km). 